# John Marquis
John Edward Marquis (Lewisham (Londen), 16 mei 1992) is een Engels voetballer die anno 2020 als aanvaller bij de Engelse club Portsmouth FC speelt.

## Carrière
John Marquis maakte zijn profdebuut bij de Londense club Millwall in 2009, waar hij ook de jeugdopleiding doorliep. Om ervaring op te doen werd hij in 2010 verhuurd aan non-league club Staines Town. Bij die club maakte hij in april 2010 een hattrick in de wedstrijd tegen Thurrock. 
Hij tekende in mei 2011 een driejarig contract bij Millwall, maar in september 2012 raakte hij zwaar geblesseerd waardoor hij een jaar uit de roulatie was.
In september en november 2013 werd Marquis voor één maand verhuurd, respectievelijk aan Portsmouth en Torquay United. 
In januari 2014 werd zijn contract bij Millwall met één jaar verlengd.
Marquis werd in februari 2014 voor de rest van het seizoen verhuurd aan Northampton Town. Aan het begin van het seizoen 2014-15 werd hij opnieuw verhuurd, dit keer aan Cheltenham Town. Ook in het begin van 2015 werd Marquis uitgeleend, dit keer ging hij naar Gillingham. In oktober 2015 werd hij voor 93 dagen uitgeleend aan Leyton Orient. Zijn voorlopig laatste club waaraan hij werd verhuurd was Northampton Town, waar hij ook al eerder speelde. Dit gebeurde in februari 2016. Bij Northampton scoorde Marquis in zijn eerste wedstrijd direct een doelpunt.
In de zomer van 2016 verliet hij Millwall, hij tekende voor twee jaar bij Doncaster Rovers. Daar presteerde hij uitstekend door in zijn eerste seizoen 26 keer te scoren in 46 duels. In de zomer van 2019 tekende Marquis bij Portsmouth FC.

## Carrièrestatistieken
| Club                      | Seizoen         | Competitie       | Competitie | Competitie | FA Cup  | FA Cup | League Cup | League Cup | Overig  | Overig | Totaal  | Totaal |
| Club                      | Seizoen         | Divisie          | Wedstr.    | Dlp.       | Wedstr. | Dlp.   | Wedstr.    | Dlp.       | Wedstr. | Dlp.   | Wedstr. | Dlp.   |
| ------------------------- | --------------- | ---------------- | ---------- | ---------- | ------- | ------ | ---------- | ---------- | ------- | ------ | ------- | ------ |
| Millwall                  | 2009–10         | League One       | 1          | 0          | 0       | 0      | 0          | 0          | 0       | 0      | 1       | 0      |
| Millwall                  | 2010–11         | Championship     | 11         | 4          | 0       | 0      | 1          | 0          | —       | —      | 12      | 4      |
| Millwall                  | 2011–12         | Championship     | 17         | 1          | 1       | 0      | 3          | 0          | —       | —      | 21      | 1      |
| Millwall                  | 2012–13         | Championship     | 10         | 0          | 3       | 1      | 0          | 0          | —       | —      | 13      | 1      |
| Millwall                  | 2013–14         | Championship     | 2          | 0          | 1       | 0      | 1          | 0          | —       | —      | 4       | 0      |
| Millwall                  | 2014–15         | Championship     | 1          | 0          | —       | —      | 1          | 0          | —       | —      | 2       | 0      |
| Millwall                  | 2015–16         | League One       | 10         | 0          | —       | —      | 1          | 0          | 1       | 0      | 12      | 0      |
| Millwall                  | Totaal Millwall | Totaal Millwall  | 52         | 5          | 5       | 1      | 7          | 0          | 1       | 0      | 65      | 6      |
| → Staines Town (huur)     | 2009–10         | Conference South | 7          | 6          | —       | —      | —          | —          | —       | —      | 7       | 6      |
| → Portsmouth (huur)       | 2013–14         | League Two       | 5          | 1          | —       | —      | —          | —          | 1       | 0      | 6       | 1      |
| → Torquay United (huur)   | 2013–14         | League Two       | 5          | 3          | —       | —      | —          | —          | —       | —      | 5       | 3      |
| → Northampton Town (huur) | 2013–14         | League Two       | 14         | 2          | —       | —      | —          | —          | —       | —      | 14      | 2      |
| → Cheltenham Town (huur)  | 2014–15         | League Two       | 13         | 1          | 1       | 0      | —          | —          | 2       | 1      | 16      | 2      |
| → Gillingham (huur)       | 2014–15         | League Two       | 21         | 8          | —       | —      | —          | —          | —       | —      | 21      | 8      |
| → Leyton Orient (huur)    | 2015–16         | League Two       | 13         | 0          | 2       | 1      | —          | —          | —       | —      | 15      | 1      |
| → Northampton Town (huur) | 2015–16         | League Two       | 15         | 6          | —       | —      | —          | —          | —       | —      | 15      | 6      |
| Doncaster Rovers          | 2016–17         | League Two       | 45         | 26         | 1       | 0      | 1          | 0          | 1       | 0      | 48      | 26     |
| Doncaster Rovers          | 2017-18         | League One       | 45         | 14         | 3       | 1      | 3          | 0          | —       | —      | 51      | 15     |
| Doncaster Rovers          | 2018-19         | League One       | 44         | 21         | 6       | 3      | 1          | 0          | 3       | 2      | 54      | 26     |
| Portsmouth                | 2019-20         | League One       | 33         | 8          | 5       | 2      | 2          | 1          | 6       | 3      | 46      | 14     |
| Totaal carrière           | Totaal carrière | Totaal carrière  | 213        | 101        | 23      | 8      | 14         | 1          | 14      | 7      | 363     | 117    |